# Thomsonita-Sr
La thomsonita-Sr és un mineral de la classe dels silicats que pertany al grup de les zeolites. Va ser descoberta l'any 2000 al mont Rasvumchorr, a la península de Kola, Rússia. Rep el seu nom degut a ser l'anàleg d'estronci de la thomsonita-Ca. Durant molt de temps va ser coneguda amb el nom el clau: IMA2000-025.

## Característiques
La thomsonita-Sr cristal·litza en el sistema ortoròmbic, de la mateixa manera que ho fa la thomsonita-Ca, però té una duresa inferior, 5 segons l'escala de Mohs. La seva fórmula química és Na(Sr,Ca)₂[Al₅Si₅O20]·7H₂O. Totes dues thomsonites són aluminosilicats hidratats de sodi, amb cations d'estronci o calci respectivament. La substitució gradual d'un per altre va donant els diferents minerals de la sèrie.

## Formació i jaciments
La thomsonita-Sr es troba en petits filons hidrotermals que tallin el nucli d'un dic de pegmatita amb natrolita. Es troba associada al quars, principalment, així com a la prehnita i a altres zeolites.